# Yvonne Verbeeck

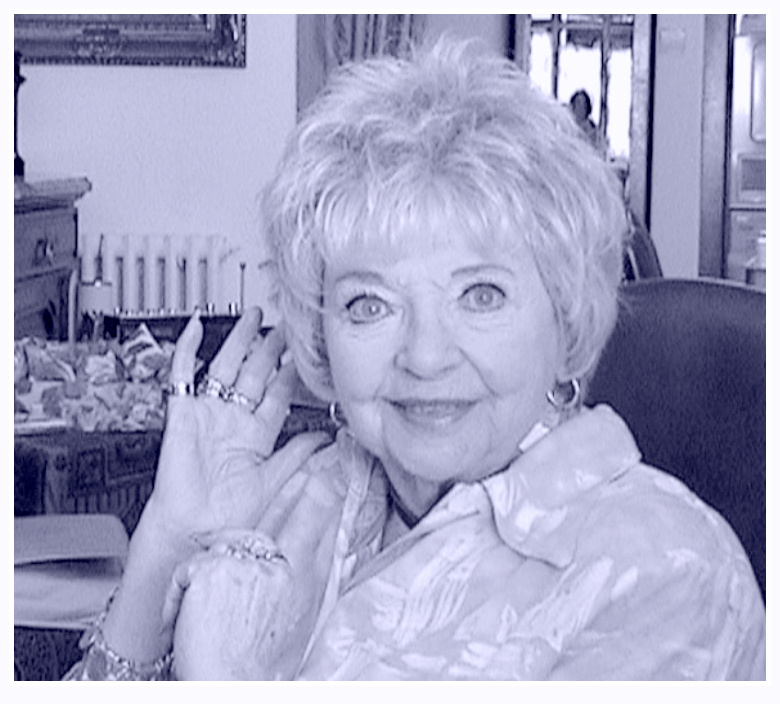
Bij de opnames van de DVD Artiestenleven April 2005

Yvonne Verbeeck (Rumst, 7 december 1913 – Antwerpen, 26 februari 2012) was een Vlaamse actrice, comédienne en zangeres. Ze was als actrice zowel in het theater als op televisie te zien. Verder heeft ze ook in verscheidene films meegespeeld.

## Biografie
Verbeeck werd geboren als dochter van een fietsenmaker. Zij volgde les aan de muziekschool van Boom en ging daarna naar het Antwerps conservatorium waar ze in 1933 haar opleiding afrondde met de eerste prijs met grote onderscheiding. Dat jaar begon zij haar carrière als klassieke sopraanzangeres bij de toenmalige NIR (de huidige VRT). Tijdens de Tweede Wereldoorlog zong ze voor de soldaten waarna zij overstapte op het lichtere genre.
Verbeeck was voornamelijk te zien in blijspelen, komedies, operettes, toneelstukken en revues. Bij het grote publiek is zij vooral bekend geworden door haar optredens in de tv-sketches van Gaston en Leo. In 1980 speelde zij een gastrol in De kolderbrigade met Romain Deconinck, Yvonne Delcour en Gaston en Leo. Van 1990 tot 1992 speelde ze een hoofdrol in de 26-delige VTM-reeks Benidorm met Janine Bischops, Johny Voners, Bob Van Staeyen, Jo Leemans en Max Schnur.
Ondanks haar hoge leeftijd bleef ze actief met optredens, gastrolletjes en personal appearances voor diverse goede doelen en voor bejaarden. In 1995-1996 speelde ze in de VTM-reeks Lili en Marleen de gastrol van waarzegster en kruidenmengster, en in 2003 had ze als de figuur Filomeentje nog een gastrol in de VTM-humorserie Hallo België!. In 2005 heeft ze een dvd gemaakt als eerbetoon aan haar publiek. De dvd getiteld Artiestenleven bevat haar bekende monoloog en een overzicht van haar gehele carrière die ruim 75 jaar overspande.
Sinds 2006 verbleef Yvonne Verbeeck in een rusthuis. Een van haar medebewoners was La Esterella. In april van dat jaar diende ze een huidtransplantatie te ondergaan omdat ze bij een val hete koffie over haar onderbeen en voet had gekregen en hierdoor zwaar verbrand raakte. Na de operatie ging haar gezondheidstoestand sterk achteruit maar ze herstelde volledig.
Sinds begin september 2006 trad ze opnieuw op. In 2007 was ze nog te zien in de VTM-serie Zone Stad als getuige van een ongeval. In 2008 speelde ze nog een gastrol in de populaire komische televisieserie F.C. De Kampioenen als oud vrouwtje.
In december 2008, op haar 95ste verjaardag, zei Yvonne Verbeeck, die nog steeds in goede gezondheid verkeerde, dat ze vastbesloten was om 100 jaar te worden. Deze leeftijd heeft zij niet bereikt: ze overleed op 98-jarige leeftijd in haar slaap.
Op de Markt van Rumst staat een bronzen borstbeeld als eerbetoon aan ereburger Yvonne Verbeeck. In 2016 besliste het gemeentebestuur van Rumst om het borstbeeld te restaureren nadat het een paar jaar eerder werd beschadigd door vandalen.